# Uchylany
Uchylany (Uchylane) – przysiółek wsi Pierściec w Polsce, położony nad rzeką Bajerką w województwie śląskim, w powiecie cieszyńskim, w gminie Skoczów.
Przysiółek wchodzi w skład sołectwa Pierściec.

## Historia
Uchylany były wzmiankowane po raz pierwszy w 1722 roku jako Uchylan względnie jako las Uchylaner Waldt. Nazwa określa mieszkańców (końcówka -any) miejsca zwanego uchyl (uchyłek) – miejsce oddalone, ustronne; ubocze, ustronie, zacisze. W opisie Śląska Cieszyńskiego autorstwa Reginalda Kneifla z 1804 Uchilani w dobrach Drogomyśla podporządkowany lokalii w Pierśćcu były niewielką wsią z 10 domami i 77 mieszkańcami posługujący śląsko-polskim narzeczem
Według austriackiego spisu ludności z 1910 roku Uchylany, wówczas przysiółek Zaborza, miały 114 ha zamieszkałych przez 87 mieszkańców w 12 domach, z czego wszyscy byli polskojęzyczni, zaś według wyznania 59 (67,8%) było katolikami a 28 (32,2%) ewangelikami.
Mocą rozporządzenia Tymczasowej Rady Komisji Rządzącej Śląska Cieszyńskiego z dnia 16 marca 1922 Uchylany zostały wyłączone z gminy Zaborze w ówczesnym powiecie bielskim i włączone do gminy Pierściec w powiecie cieszyńskim.
W latach 1975–1998 przysiółek administracyjnie należał do województwa bielskiego.